# Steye janasaraiarum
Steye janasaraiarum is een slakkensoort uit de familie van de Buccinidae. De wetenschappelijke naam van de soort is voor het eerst geldig gepubliceerd in 2004 door Faber.